# 吉普大切諾基
吉普大切诺基（Jeep Grand Cherokee）是吉普1992年開始生產的一款汽車，前身是吉普切诺基XJ。1992年，它在北美国际车展上首次亮相，同年4月开始生产，现已开发至第四代。它曾在2013、2016、2017年多次召回。